# Cartoon Saloon
Cartoon Saloon è uno studio cinematografico di film d'animazione irlandese.
Lo studio è noto per i suoi film d'animazione The Secret of Kells, La canzone del mare, I racconti di Parvana e Wolfwalkers - Il popolo dei lupi. I loro lavori hanno ricevuto quattro nomination agli Oscar, tre dei quali come migliore film d'animazione e uno come miglior cortometraggio d'animazione (Late Afternoon). La società ha anche sviluppato le serie di cartoni animati Skunk Fu! e Puffin Rock.

## Storia
Cartoon Saloon è stata fondata a Kilkenny nel 1999 da Tomm Moore e Paul Young, insieme alla regista Nora Twomey. I tre erano compagni di scuola al Ballyfermot College of Further Education. Cartoon Saloon ha iniziato a lavorare al suo primo lungometraggio, The Secret of Kells, quello stesso anno.
The Secret of Kells è ispirato a The Thief and the Cobbler e Mulan mentre i fondatori erano all'università. Tuttavia, il film non è entrato in piena produzione fino al 2005; la società ha animato lavori aziendali come pubblicità mentre cercavano finanziamenti.
Un incontro del 2001 con Les Armateurs si è rivelato determinante nello sforzo di ottenere finanziamenti per The Secret of Kells, e la compagnia ha contribuito alla produzione del film finale.
Il successo e la nomination all'Oscar del film nel 2009 hanno portato a importanti offerte per Cartoon Saloon, ma lo studio ha scelto di rimanere indipendente.
Sin dalla sua fondazione, Cartoon Saloon è diventato uno studio pluripremiato per l'animazione e l'illustrazione.

## Servizi
Lo studio offre servizi di animazione, illustrazione e design per i clienti che vanno da Disney a BBC a Cartoon Network.
Cartoon Saloon ha anche fornito la grafica per la mostra di successo "Il re irlandese Brian Boru e la battaglia di Clontarf 1014", presso il Trinity College di Dublino, nel 2014.

## Filmografia

### Serie animate
- 2007:  Skunk Fu!
- 2015:  Puffin Rock
- 2023: Star Wars: Visions per l’episodio La grotta dell'Urlante

### Cortometraggi animati
- 2002:  Dall'oscurità
- 2004:  Cúilín Dualach
- 2010:  Old Fangs
- 2025: Eiru

### Film d'animazione
- 2009:  The Secret of Kells di Tomm Moore e Nora Twomey
- 2014:  La canzone del mare  di Tomm Moore
- 2017:  I racconti di Parvana  di Nora Twomey
- 2020 :  Wolfwalkers - Il popolo dei lupi  di Tomm Moore e Ross Stewart
- 2022 : Il drago di mio padre di Nora Twomey
- 2023: Puffin Rock - il film di Jeremy Purcell
- 2026: Julián di Louise Bagnall